# 傑佛遜鎮區 (密蘇里州蘇格蘭縣)
傑佛遜鎮區（英語：Jefferson Township）是位於美國密蘇里州蘇格蘭縣的一個行政鎮區。

## 地方資料
傑佛遜鎮區的面積為201.98平方千米，當中陸地面積為198.86平方千米，而水域面積為3.12平方千米。根據2020年美國人口普查的數據，當地共有人口2487人，而人口密度為每平方千米12.31人。